# USS LST-61
O USS LST-61 foi um navio de guerra norte-americano da classe LST que operou durante a Segunda Guerra Mundial.